# Ford FT–B
A Ford FT–B (ismert még Ford Tf–c és model 1920 jelöléssel is) az első páncélautó volt, melyet Lengyelországban terveztek és gyártottak. A híres Ford T-modell alvázára építették, páncélzata újrahasznosított páncéllemezekből készült. A jármű korának egyik sikeres konstrukciója volt. A fő tervező Tadeusz Tański mérnök volt. A páncélautó nagyon hasznosnak bizonyult a lengyel–szovjet háború alatt.

## Történet
A lengyel–szovjet háború 1919-ben robbant ki, ekkor az újonnan létrejött lengyel hadsereg nagyon szegényesen volt felszerelve. Néhány FT–17-es harckocsi kivételével, melyeket a Franciaországban létrehozott Kék hadsereg hozott magával, a lengyel erők nem rendelkeztek páncélozott felderítő járművekkel. A szovjet offenzíva alatt, ami a varsói csatához vezetett, a helyzet még tragikusabbá vált, mikor a Vörös Hadseregtől zsákmányolt Austin–Putilov páncélautókat a bolsevikok visszaszerezték. Ekkor Tadeusz Tański, a feltaláló és a Hadügyminisztérium munkatársa tervezett egy páncélautót. A prototípust kevesebb, mint két hét alatt elkészítették a varsói Gerlach i Pulsing műhelyében. A tesztsorozatok után elindították a gyártást, majd amint elkészült egy jármű, azt azonnal a frontvonalra vezényelték és különféle egységekhez osztották be. Összesen 16 vagy 17 darab jármű készült.
A projekt a sikeres Ford T-modell autón alapult, amely egyike volt a kor legsikeresebb autóinak. Az alvázat és a karokat megerősítették, az üzemanyagtartályt pedig áthelyezték. Továbbá a kurblit meghosszabbították, hogy a jármű indítását belülről is végezhessék, a műszerfalat is módosították. A páncéllemezeket kézzel készítették német lövészárokpajzsok újrafelhasználásával, az alvázra pedig szegecseléssel erősítették fel.
Az FT–B páncélautók részt vettek a lengyel–szovjet háború utolsó szakaszában és harcoltak a Wkra folyó menti csatákban, emellett még a koweli csatában és még számos más ütközetben is.

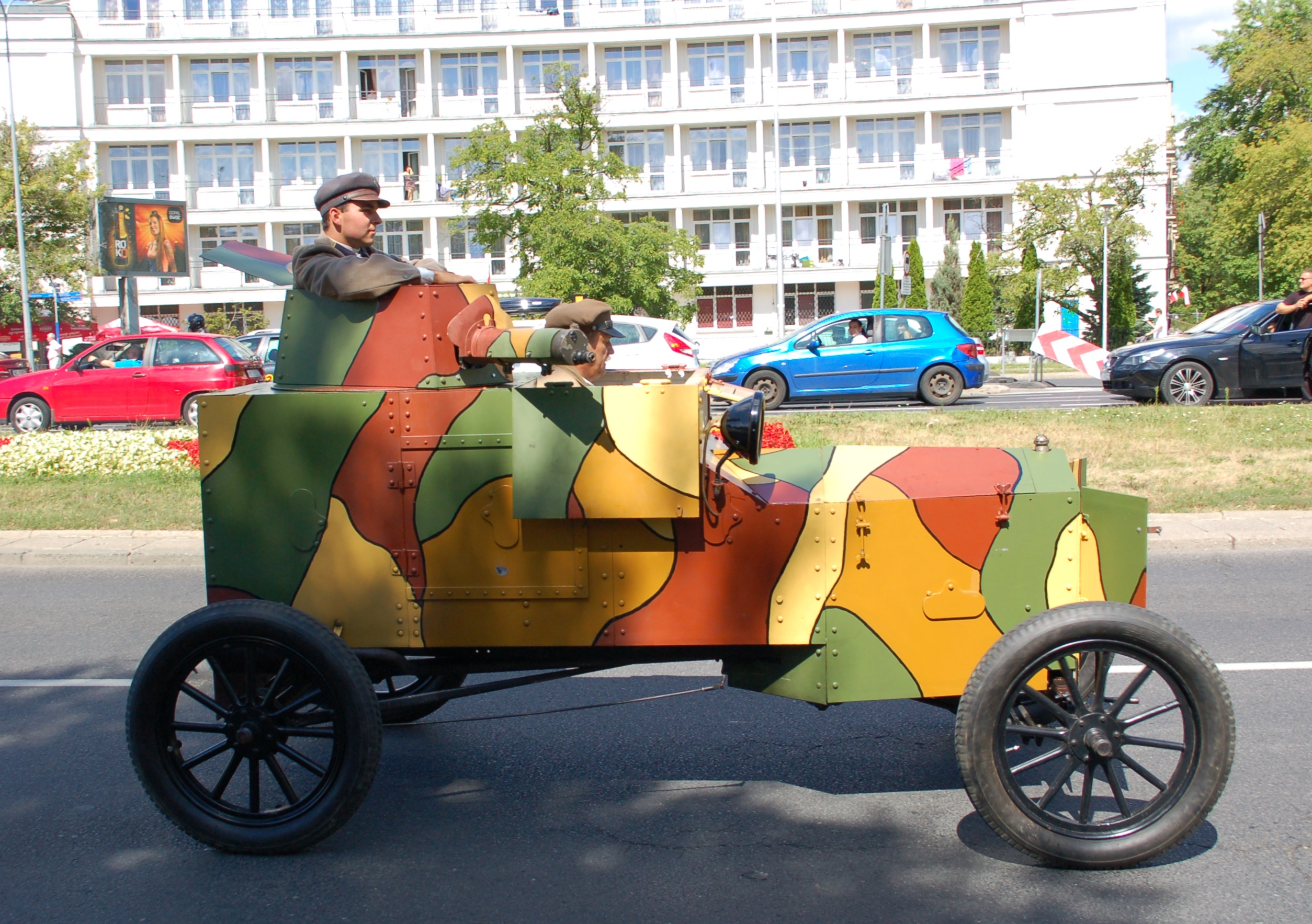
Ford FT–B (másolat)

A nagy sebesség, megbízhatóság és egyszerű karbantarthatóság és javíthatóság (köszönhetően a kereskedelmi Ford T alváznak) mind a jármű erősségét jelentették. Mivel a jármű páncélozott volt, így összsúlya is növekedett, ennek ellenére jól teljesített nehéz terepen és még igen gyenge hidakon is át lehetett vele kelni. A Ford Tf–c igen kicsi jármű volt összehasonlítva a kor más harci járműveivel, így például fele akkora volt, mint az Austin–Putilov és így sokkal kisebb célpontot nyújtott. Mérete miatt azonban belül igen zsúfolt volt. Másik problémája a motor túlmelegedése volt hosszabb távú terepmenetek és a hűtő páncéllemezének leengedése esetén. Ezen kívül a rugók túlterheltek voltak a megerősítések miatt, de a járműre azonnal szükség volt és előnyei kompenzálták hátrányait. 1921-ben Tański újabb 30 darab jármű gyártását ajánlotta fel; azonban ezt elutasították, mivel a háborúnak vége lett és nem volt szükség újabb páncélautókra. 12 Ford Tf–c páncélautó élte túl a háborút, majd egészen 1931-ig hadrendben maradtak. Némelyiknek saját neve is volt, mint példáult az „Osa” (darázs), „Mucha” (légy) és a „Komar” (szúnyog), melyeket a járművek oldalára festettek fel.

## Fordítás
- Ez a szócikk részben vagy egészben  a   Ford FT-B című angol Wikipédia-szócikk ezen változatának fordításán alapul.  Az eredeti cikk szerkesztőit annak laptörténete sorolja fel. Ez a jelzés csupán a megfogalmazás eredetét és a szerzői jogokat jelzi, nem szolgál a cikkben szereplő információk forrásmegjelöléseként.